# Гимназија „Џевдет Дода” Приштина
Гимназија „Џевдат Дода” Приштина (алб. Gjimnazi „Xhevdet Doda”) је образовна установа.

## Историја
Зграда у којој је  гимназија основана и почела са радом, изграђена је почетком 20. века и служила је као затвор у међуратном периоду, током постојања Краљевине Југославије. До оснивања гимназије, зграду су користиле друге школе у Приштини.
Гимназију је основало oпштинско просветно одељење Приштине на основу одлуке од 7. јула 1971. године, првобитно као другу гимназију у Приштини. Прва гимназија која је већ постојала у Приштини је носила назив Гимназија „Иво Лола Рибар“.
Прва генерација је бројала 150 ученика уписаних у први разред, који су организовани у пет одељења са наставом на албанском језику и 57 ученика који су слушали наставу на српскохрватском језику распоређена у три одељења. Процес учења развијан је уз старање наставника средње пољопривредне школе који су дали свој непроцењив допринос.
Решењем број 90 1. новембра 1971. године издато од стране општинског просветног одељења Приштине, за првог директора школе изабран је Зејнулах Јакупи, који је на тој функцији био до 4. јуна 1984. године. Одатле прелази на нову функцију главног просветног инспектора.
Две године након оснивања гимназија добија данашњи назив, Гимназија „Џевдет Дода”. Те школске 1973/74 године  је откривена биста народног хероја Џевдета Доде.
Албанци су почетком 90-тих напустили институције СФРЈ, а касније и Савезне Републике Југославије, исказујући на тај начин протест против централне власти у Београду. Своје паралелне институције Албанци су стварали и оснивали у приватним кућама и зградама. Међутим то није био случај са гимназијом „Џевдет Дода”. Албанци су остали да раде у згради која се налазила у центру Приштине, а ученици албанске националности су такође наставаили да похађају гимназију у овој згради.
За разлику од Прве приштинске гимназије која је свој рад и функционисање након рата на Косову и Метохији опет наставила у образовном систему Републике Србије, гимназија „Џевдет Дода” то није успела.
Скупштина општине Приштина 19. септембра 2002 дала је сагласност да се на простору где се налази гимназија, подигне католичка катедрала Мајке Терезе. Зграда гимназије која се налазила у центру Приштине је срушена 2008. године. До подизање нове зграде гимназије, школа је привремено измештена у просторијама средње медицинске школе „Др Али Соколи“ до септембра школске 2010/2011, када је и отворена нова зграда гимназије „Џевдет Дода”.